# Atlanta International Pop Festival (1969)
Das erste Atlanta International Pop Festival fand am 4. und 5. Juli 1969 auf dem Atlanta Motor Speedway südlich von Atlanta statt. Freitag, der 4. Juli, war der US-amerikanische Unabhängigkeitstag 1969. Sechs Wochen später fand das Woodstock-Festival statt. Es kamen über 100.000 Zuschauer, manche Schätzungen gehen bis zu 150.000.

## Die Künstler
Es traten einige der führenden Rock- und Popgruppen und -interpreten der Zeit auf.

### Freitag, 4. Juli 1969
| - Booker T. & the M.G.’s - Canned Heat - Chicago Transit Authority - Creedence Clearwater Revival - Delaney & Bonnie & Friends - Grand Funk Railroad - Ian & Sylvia | - Johnny Rivers - Pacific Gas & Electric - Procol Harum - Sweetwater - The Dave Brubeck Trio mit Gerry Mulligan - The Butterfield Blues Band |

### Samstag, 5. Juli 1969
| - Al Kooper - Blood, Sweat & Tears - Delaney & Bonnie & Friends - Grand Funk Railroad - Janis Joplin - Joe Cocker - Johnny Winter | - Led Zeppelin - Pacific Gas & Electric - Spirit - Sweetwater - Ten Wheel Drive - The Staple Singers - Tommy James & the Shondells |

## Notizen zum Festival
- Während des Festivals war es sehr heiß, über 35 Grad, so dass die lokalen Feuerwehren Wasser auf die Zuschauer spritzten, um Hitzschlägen vorzubeugen.
- Die Versorgung mit Getränken wurde als unzureichend beschrieben.
- Das Festival wurde von einem Team organisiert, zu dem Chris Cowing, Robin Conant und Alex Cooley gehörten. Cooley organisierte im folgenden Jahr auch das zweite (und letzte) Atlanta International Pop Festival.
- Am Montag, dem 7. Juli 1969, präsentierten die Veranstalter ein kostenloses Konzert im Piedmont Park in Atlanta. Neben Chicago Transit Authority, Delaney & Bonnie und Spirit, die auch auf dem Atlanta International Pop Festival aufgetreten waren, gab es hier mit Grateful Dead eine weitere Attraktion.